# Hurtsboro
Hurtsboro es un pueblo ubicado en el condado de Russell en el estado estadounidense de Alabama. En el censo de 2000, su población era de 592.

## Demografía
En el 2000 la renta per cápita promedia del hogar era de $ 16.691$, y el ingreso promedio para una familia era de 25.000$. El ingreso per cápita para la localidad era de 16.908$. Los hombres tenían un ingreso per cápita de 26.979$ contra 19.821$ para las mujeres.

## Geografía
Hurtsboro está situado en 32°14′24″N 85°24′55″O / 32.24000, -85.41528 (32.240102, -85.415377).
Según la Oficina del Censo de los EE. UU., la ciudad tiene un área total de 1.03 millas cuadradas (2.67 km²).